# Epsilon incola
Epsilon incola är en stekelart som beskrevs av Giordani Soika 1995. Epsilon incola ingår i släktet Epsilon och familjen Eumenidae. Inga underarter finns listade i Catalogue of Life.